# Continue

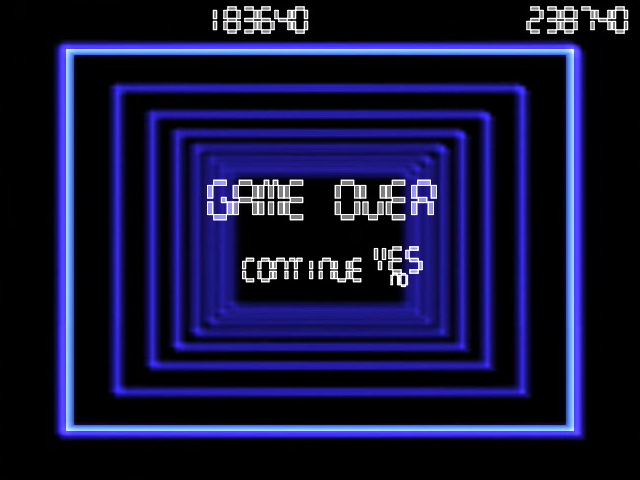
Spelet är slut och erbjuder spelaren att försöka igen.

Continue, som är engelska och betyder "fortsätta", innebär i datorspel att man kan fortsätta då man förlorat spelet. 1981 släppte Namco "Bosconian", det första spelet med denna möjlighet. Vissa spel kan man fortsätta spelet ett begränsat antal gånger, medan det i andra är obegränsat. I vissa spel får man börja om på en speciell plats på den nivå man befann sig i då man förlorade, medan man i andra spel börjar om direkt där man var då man förlorade. I arkadspel brukar man få fortsätta genom att stoppa i fler mynt i maskinen.